# Stazione di Lubiana Vižmarje
La stazione di Lubiana Vižmarje (in sloveno Železniška postaja Ljubljana Vižmarje) è una stazione ferroviaria posta sulla linea ferroviaria Lubiana-Jesenice. Serve il comune di Lubiana e gli insediamenti di Vižmarje, Gunclje, Brod in Šentvid.